# Embalse de Toktogul
El embalse de Toktogul se encuentra en el río Naryn, principal tributario del río Sir Daria, en la provincia de Jalal-Abad, en Kirguistán. La presa se encuentra al final de un desfiladero, a unos 25 km del inundado valle de Kementub, donde el embalse alcanza 12 km de anchura y casi 40 km de longitud, al sur de la ciudad de Toktogul. La superficie del pantano es de 284,5 km².
La finalidad del embalse es prioritariamente la producción de energía hidroeléctrica, por la intrincada geografía de la región, que favorece la construcción de presas y centrales hidroeléctricas a lo largo del río. Aguas arriba se encuentran las centrales hidroeléctricas en construcción de Kambarata 1 y Kambarata 2. Por debajo de la presa de Toktogul se encuentran las centrales hidroeléctricas activas de Kurpsay, a 30 km; Tash-Kumyr, a 55 km; Shamaldysai, a 65 km, y Uch-Kurgansk, a 80 km. Entre estas cinco últimas presas producen el 90% de la electricidad de Kirguistán. Después, el río entra en la provincia de Fergana, en Uzbekistán, donde se une al río Kara Daria para dar lugar al Sir Daria. 

## La presa
La presa es de hormigón, del tipo de gravedad, con una altura de 215 m y solo 292,5 m de longitud debido a la estrechez del desfiladero. Recibe el nombre del cantante kirguico Toktogul Satilganov (1861-1933). Tiene una capacidad de 1200 MW a partir de cuatro turbinas. Es la central más grande del país. En 2009 se produjo una crisis debida a la venta de electricidad a países vecinos y a la escasez de agua en el embalse, lo que provocó restricciones de luz en Kirguistán.

## Los efectos del embalse
La inundación del valle de Kementub acabó con más de 20.000 hectáreas de tierras agrícolas, y 26 poblaciones quedaron bajo las aguas. El embalse tiene una longitud total de 65 km y una capacidad de 19,5 km³, de los cuales se necesitan 14,5 km³ para funcionar a pleno rendimiento.
Al sur del embalse se construyó la ciudad de Karaköl para albergar a los trabajadores de la presa, que también participaron en la construcción de las demás presas. Entre 1950 y 1990, los soviéticos construyeron cientos de presas, canales y lagos artificiales para producir energía y regar los cultivos de Asia Central, en la cuenca del mar de Aral. La conversión de la estepa de Uzbekistán ("la estepa del hambre") en una inmensa plantación de algodón acabó por destrozar el ecosistema de la región.
En el año 2014 se estaba trabajando en un proyecto para la renovación de la envejecida central hidroeléctrica de Toktogul.